# Кудоти
Кудоти (груз. კუდოთი) — село в Грузии, на территории Цхалтубского муниципалитета края (мхаре) Имеретия.

## География
Село находится в западной части Грузии, на левом берегу реки Риони, на расстоянии 10 километров (по прямой) к северо-востоку от города Цхалтубо, административного центра муниципалитета. Абсолютная высота — 413 метров над уровнем моря.

## Население
По результатам официальной переписи населения 2014 года, постоянное население в Кудоти отсутствовало.
| Год  | Население, человек |
| ---- | ------------------ |
| 2002 | 0                  |
| 2014 | → 0                |